# Torsten Andersson (1926–2009)
Otto Torsten Andersson, född 6 juni 1926 i Östra Sallerups församling, död 30 maj 2009 i Hörby församling, var en svensk konstnär verksam utanför Hörby i Skåne.

## Biografi
Torsten Andersson studerade 1945 vid Otte Skölds målarskola, 1947 vid Det Kongelige Danske Kunstakademi i Köpenhamn, och 1946-1950 vid Konsthögskolan i Stockholm där han 1960 utsågs till rekordung professor. 1966 lämnade han professuren efter att ha försökt reformera undervisningen och flyttade till Benarp, Hörby kommun.
Under många år målade han inte alls, men hittade på 1970-talet tillbaka till konsten. På 1990-talet donerade han ett tjugotal stora målningar till Malmö Konstmuseum, som därigenom har den främsta samlingen av Anderssons konst.
Torsten Andersson tilldelades Carnegie Art Award två gånger: förstapriset 2008 och tredjepriset 1998. Carnegie Art Award är ett nordiskt konstpris, som instiftades 1998, är ett av Europas största konstpris och delas ut vartannat år. Torsten Andersson tilldelades även 1997 års Schock-pris i konst.

## Konst
Andersson ägnade sig uteslutande åt att undersöka måleriet, och sökte under hela sin yrkesbana det han kallade sitt språk, något han menade att alla konstnärer måste göra. Många ansåg att måleriet nått vägs ände i och med monokromen (se Yves Klein), och Torsten Andersson "tilldelade sig uppgiften" att hitta en ny väg för måleriet, som han uttryckte det. I början av 1960-talet nådde han ett genombrott med målningarna Måsen (ägs av Malmö Konstmuseum), Källan (hänger på Moderna Museet) och Molnen mellan oss.
Senare kom han att måla porträtt av fiktiva skulpturer. På Moderna-utställningen på Moderna Museet 2006 visade han målningar med en T-formad och blodig stupstock i centrum. T som i Torsten, och stupstocken som representant för det offer konstnären utför genom sin gärning.

### Arbetsprocess
Torsten Anderssons målningar ser slarviga och hafsiga ut på ytan, men bakom varje målning ligger hundratals skisser och provmålningar. Under arbetets gång brände han allt som inte höll måttet, "makulerade" som han sade. Hans hårda självkritik ledde också till att han kunde makulera målningar som varit färdiga sedan många år och visats på museum och konsthallar. Så här beskriver Lars Nittve, chef på Moderna Museet, Torsten Anderssons arbetsmetod i Sveriges Allmänna Konstförenings årsbok 2002: 
| ” | Av hundra arbetsteckningar förstörs nittio. De överlevande tio teckningarna ger impulser till hundra nya, av vilka nittio förstörs. Tjugo teckningar återstår. Av dessa förstörs sexton. Fyra återstår. De går vidare i arbetsprocessen, blir målningar, i sig utan garanti om överlevnad. | „ |

Torsten Andersson avled den 30 maj 2009.
Andersson finns representerad vid Moderna museet och Helsingborgs museum.